# جاگل

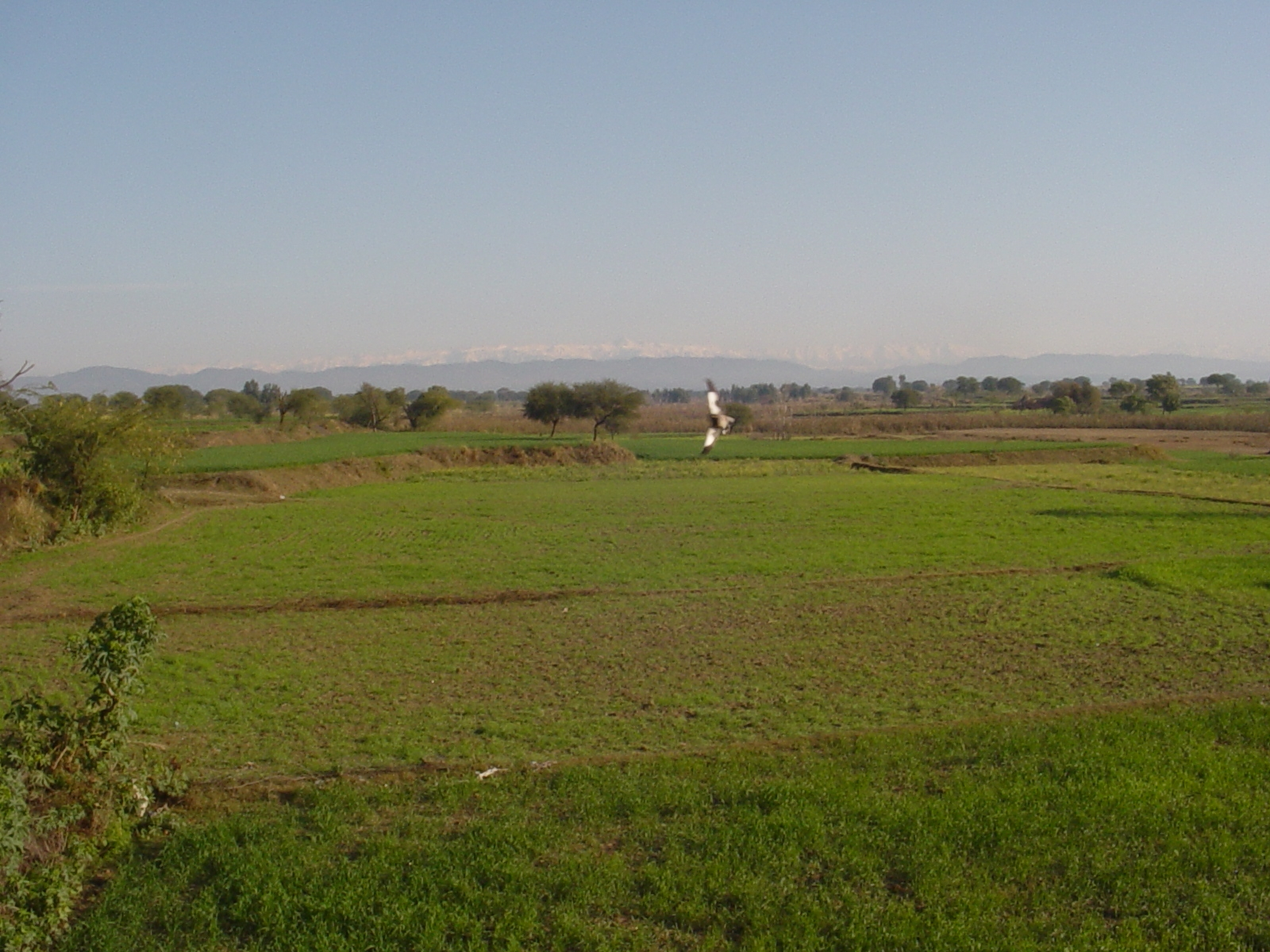
مراتع جاگل

جاگل (به انگلیسی: Jagal) یک روستا در پاکستان است که در گوجرانواله واقع شده‌است.